# Teri Polo
Teri Polo, all'anagrafe Theresa Elizabeth Polo (Dover, 1º giugno 1969), è un'attrice, attivista e modella statunitense.

## Biografia

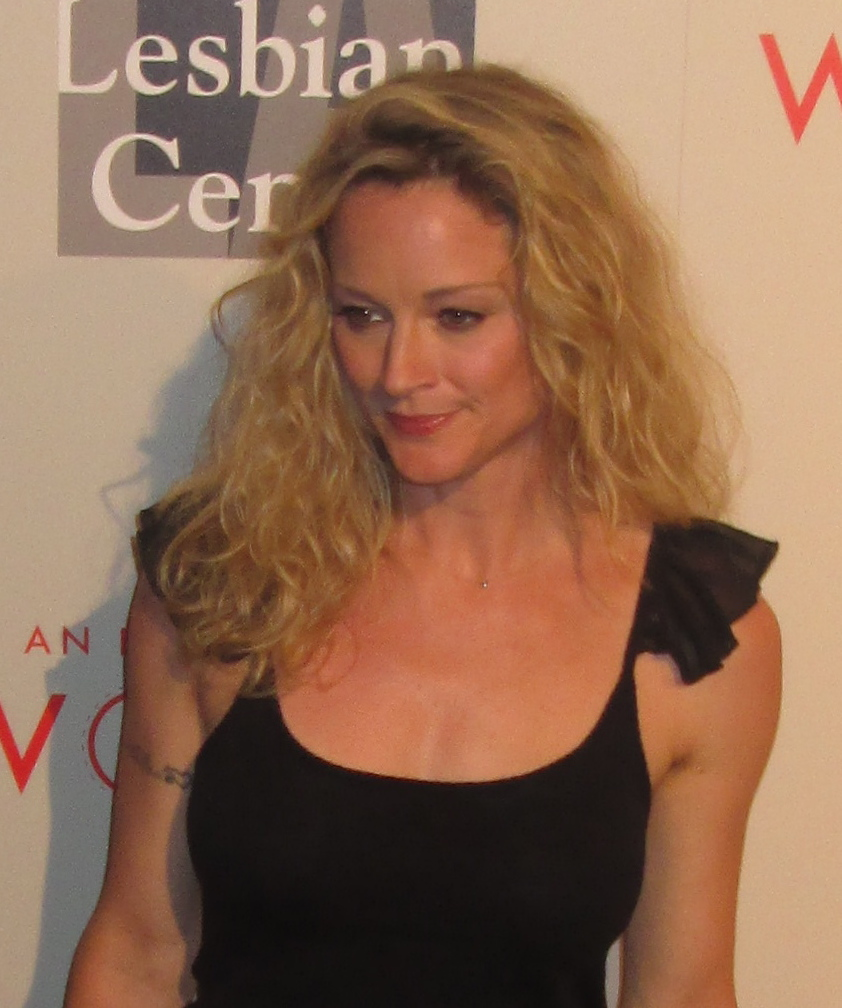
Teri Polo nel 2011

Dopo aver studiato balletto dall'età di cinque anni alla New York's School of American Ballet, ed aver vinto un concorso per modelle, Teri Polo si trasferì a New York per intraprendere la carriera di attrice. Dopo una lunga carriera teatrale, si fa conoscere al grande pubblico grazie al ruolo di Michelle nella serie Un medico tra gli orsi e consacra la sua fama nel 2000, interpretando Pam Byrnes nel cult Ti presento i miei e nei sequel.
Nel 2000 ottenne il suo primo ruolo importante, quello di Pamela Byrnes nel film Ti presento i miei e nel suo sequel Mi presenti i tuoi? del 2004, al fianco di Robert De Niro e Ben Stiller. In seguito la Polo ottenne numerosi ruoli in alcune serie TV come The Practice - Professione avvocati, Felicity, Chicago Hope, Numb3rs, e Frasier, fino a diventare uno dei membri fissi del cast di TV 101 e West Wing - Tutti gli uomini del Presidente.
Nel 2002 la rivista Maxim ha posizionato l'attrice alla posizione numero 42 della sua classifica delle donne più sexy, mentre nel febbraio 2005 la Polo è apparsa nuda sulla copertina della rivista Playboy. Da giugno 2013 è una delle protagoniste della serie TV The Fosters, in onda su ABC Family e prodotta da Jennifer Lopez.

## Vita privata
Nel 1997 ha sposato il fotografo Anthony Moore da cui ha avuto un figlio, Griffin, nato il 7 agosto 2002; i due hanno divorziato nel 2005.
Nel 2007 si è legata a Jamie Wollam (batterista dei gruppi musicali Avion e Venice) da cui ha avuto una figlia, Bayley, nata il 20 dicembre dello stesso anno; la coppia si è separata nel 2012.

## Filmografia parziale

### Cinema
- Vediamoci stasera... porta il morto (Mystery Date), regia di Jonathan Wacks (1991)
- La casa degli spiriti (The House of the Spirits), regia di Bille August (1993)
- Aspen - Sci estremo (Aspen Extreme), regia di Patrick Hasburgh (1993)
- The Arrival, regia di David Twohy (1996)
- Ti presento i miei (Meet the Parents), regia di Jay Roach (2000)
- The Unsaid - Sotto silenzio (The Unsaid), regia di Tom McLoughlin (2001)
- Unico testimone (Domestic Disturbance), regia di Harold Becker (2001)
- Amore senza confini (Beyond Borders), regia di Martin Campbell (2003)
- Mi presenti i tuoi? (Meet the Fockers), regia di Jay Roach (2004)
- 14 anni vergine (Full of It), regia di Christian Charles (2007)
- The Hole, regia di Joe Dante (2009)
- The Beacon, regia di Michael Stokes (2009)
- Vi presento i nostri (Little Fockers), regia di Paul Weitz (2010)
- Beyond, regia di Josef Rusnak (2012)
- The Christmas Heart, regia di Gary Yates (2012)
- Authors Anonymous, regia di Ellie Kanner (2014)
- JL Ranch, regia di Charles Robert Carner (2016)
- Outlaws and Angels, regia di JT Mollner (2016)

### Televisione
- Quando si ama (Loving), regia di Robert Scinto – soap opera (1986)
- Il fantasma dell'Opera (The Phantom of the Opera), regia di Tony Richardson – miniserie TV, 2 episodi (1990)
- Un medico tra gli orsi (Northern Exposure) – serie TV, 15 episodi (1994-1995)
- Quante volte ancora l'amore (Full Circle), regia di Bethany Rooney – film TV (1996)
- House of Frankenstein , regia di Peter Werner – miniserie TV, 2 episodi (1997)
- West Wing - Tutti gli uomini del Presidente (The West Wing) – serie TV, 18 episodi (2005-2006)
- Il gioco della paura (Legacy of Fear), regia di Don Terry – film TV (2006)
- CSI: Miami – serie TV, episodio 7x08 (2008)
- Una vacanza d'amore (Expecting a Miracle), regia di Steve Gomer – film TV (2009)
- Law & Order - Unità vittime speciali (Law & Order: Special Victims Unit) – serie TV, episodi 10x02-16x02 (2008-2014)
- Ghost Whisperer - Presenze (Ghost Whisperer) – serie TV, episodi 4x12-4x13 (2009)
- Detective Monk (Monk) – serie TV, episodio 8x13 (2009)
- Drop Dead Diva – serie TV, episodio 1x07 (2010)
- Medium – serie TV, episodio 6x22 (2010)
- Cose da uomini (Man Up!) – serie TV, 13 episodi (2011)
- Criminal Minds – serie TV, episodio 7x17 (2012)
- The Fosters – serie TV, 104 episodi (2013-2018)
- Buddy - Il pastore di Natale (The Christmas shepherd), regia di Terry Ingram – film TV (2014)
- Amarsi ancora (Love, Again) - film TV (2015)
- Good Trouble – serie TV, 8 episodi (2019-2022)
- JL Family Ranch - Il regalo di nozze (JL Family Ranch: The Wedding Gift), regia di Sean McNamara – film TV (2020)
- NCIS - Unità anticrimine (NCIS) – serie TV, episodi 19x21 - 20x01 (2022)

## Riconoscimenti
- Screen Actors Guild Award
  - 1995 - Candidatura al miglior cast in una serie TV comica per Un medico tra gli orsi
  - 2006 - Candidatura al miglior cast in una serie TV drammatica per West Wing - Tutti gli uomini del Presidente
- Blockbuster Entertainment Awards
  - 2001 – Candidatura alla miglior attrice esordiente per Ti presento i miei

## Doppiatrici italiane
Nelle versioni in italiano delle opere in cui ha recitato, Teri Polo è stata doppiata da:
- Francesca Fiorentini in Ti presento i miei, Amore senza confini, Mi presenti i tuoi?, Io sto con lei, The Storm - Catastrofe annunciata, Vi presento i nostri, Criminal Minds, CSI: Miami, Law & Order - Los Angeles, Beyond
- Barbara De Bortoli in Quante volte ancora l'amore, West Wing - Tutti gli uomini del Presidente, NCIS - Unità anticrimine
- Claudia Catani in Cose da uomini, The Fosters, Good Trouble
- Franca D'Amato in Unico testimone, The Hole
- Alessandra Cassioli in Aspen - Sci estremo, 14 anni vergine
- Cristina Boraschi ne Il fantasma dell'opera, Love After Death
- Giò Giò Rapattoni in Law & Order - Unità vittime speciali (ep. 16x02)
- Daniela Calò in Dal profondo del cuore
- Monica Ward in The Arrival
- Loredana Nicosia ne La casa degli spiriti
- Monica Gravina in Un medico fra gli orsi
- Barbara Berengo Gardin in Felicity
- Emanuela Rossi ne Il gioco della paura
- Cinzia De Carolis in Numb3rs
- Ilaria Stagni in Divorzio d'amore
- Chiara Colizzi in Ghost Whisperer - Presenze
- Beatrice Margiotti in Detective Monk
- Rossella Acerbo in The Unsaid - Sotto silenzio
- Antonella Baldini in Castle
- Stefania Romagnoli in Frasier
- Sonia Mazza in Amarsi Ancora
- Francesca Guadagno in Felicity (ridoppiaggio)